# Richard Ewen Borcherds
Richard Ewen Borcherds, angleški matematik, * 29. november 1959, Cape Town, Južnoafriška republika. 

## Življenje in delo
Borcherds je študiral matematiko na Univerzi v Cambridgeu in tam doktoriral leta 1983 pod Conwayjevim mentorstvom. Poučeval in raziskoval je na isti univerzi in pozneje na Univerzi Kalifornije v Berkeleyju. Kot mladenič je veljal za najbolj obetavnega šahista v Združenem kraljestvu.
Na 23. Mednarodnem matematičnem kongresu v Berlinu je leta 1998 skupaj z Gowersom, Koncevičem in McMullnom prejel zlato Fieldsovo medaljo za svoje delo na področju temenskih algeber in Kac-Moody-Liejevih algeber, ki ga je uporabil pri dokazovanju domnev mesečine. Domneve mesečine zahtevajo skrivnostno povezavo med določenimi družinami modularnih funkcij in teorijo reprezentacije največje raztresene enostavne grupe (»Pošasti«). Borcherds se je ukvarjal tudi s teorijo superstrun in pogljobljeno s skladno teorijo polja. V zadnjem času poskuša izdelati kvantno teorijo polja na podlagi matematične strogosti.
Najbolj je znan po svojem delu s katerim je povezal teorijo končnih grup z drugimi področji matematike. Še posebej je razvil predstavo temenskih algeber, ki so jo Frenkel, Lepowsky in Meurman uporabili pri konstrukciji končnorazsežno stopenjske algebre, ki deluje nanjo s pošastno grupo. Borcherds je s pomočjo tega področja in metod iz teorije strun dokazal Conway-Nortonovo domnevo mesečine, ki je povezovala koeficiente q-razvoja invariante j. Rezultat sam ni bi le velik napredek k razumevanju pošastne grupe, zelo velike končne enostavne grupe, katere strukture prej niso dobro poznali, ampak je tudi povezal pošast z mnogimi vidiki matematike in matematične fizike.